# Братиславский кукольный театр
Братиславский кукольный театр (словац. Bratislavské bábkové divadlo) — кукольный театр в Братиславе.

## История
Театр был основан как Братиславский государственный кукольный театр 1 марта 1957 года. Располагается на Дунайской улице, д.36. Нынешнее название театр получил 1 сентября 2002 года, после образования Братиславского автономного края.

## Галерея
- Памятная доска Учредительного собрания молодых коммунистов Словакии
- Памятная доска театрального союза
- Памятная доска Федерации рабочих спортивных обществ

## Внешние ссылки
- Сайт театра Архивная копия от 29 января 2013 на Wayback Machine